# Theresine Cederström
Carolina Fredrika Theresine Cederström, född Theresia af Ugglas den 24 november 1815 på Forsmarks bruk i Stockholms län, död 22 april 1873 i Stockholm, var en svensk konstnär.
Hon var dotter till statsrådet greve Per Gustaf af Ugglas och friherrinnan Sofia Teresia von Stedingk samt från 1840 gift med godsägaren Carl Emanuel Cederström samt mor till Gustaf Cederström. Som konstnär målade hon bland annat porträtt i olja.